# Stadionul Japoma
Stadionul Japoma este situat în localitatea Japoma din Douala, Camerun. Este un stadion multifuncțional cu o capacitate de 50.000 de locuri, care are terenuri de fotbal, baschet, handbal, futsal, volei și tenis, o piscină olimpică cu 8 culoare, centre de conferințe, centre comerciale, un hotel de lux și o parcare. Stadionul are și o pistă de atletism.
Stadionul Japoma a costat aproximativ 232 de milioane de dolari, 85% din proiect fiind finanțat de Türk Eximbank.
Stadionul găzduiește câteva meciuri în timpul Cupei Africii pe Națiuni 2021.

## Construcția
Construcția stadionului Japoma a început pe 21 februarie 2017, urmând a fi finalizat în 20 de luni.
Acesta a fost proiectat de AECOM Sports din Marea Britanie. Conducerea lucrărilor a fost încredințată companiei Leonardo Cameroun sarl, care aparține Leonardo srl al arhitectului Salvatore Re.
Pe 11 septembrie 2019, Yenigün Construction Industry a anunțat că stadionul va fi finalizat pe 30 noiembrie 2019.